# Ganderkesee
Ganderkesee es un municipio situado en el distrito de Oldemburgo, en el estado federado de Baja Sajonia (Alemania). Su población a finales de 2016 era de unos 30 943 habitantes.
Se encuentra ubicado a poca distancia al oeste de la ciudad de Bremen.